# Friedrich Amelung
Friedrich Ludwig Balthasar Amelung (23 mars 1842 à Meleski, gouvernement de Livonie – 21 mars 1909 à Riga, gouvernement de Livonie) était un joueur d'échecs russe, un compositeur de problèmes d'échecs sur les finales et un journaliste. Il joua quelques parties contre Adolf Anderssen, Neumann, Carl Mayet, Schalopp et Ascharin.